# Melanerpes superciliaris
Melanerpes superciliaris е вид птица от семейство Picidae.

## Разпространение
Видът е разпространен в Бахамските острови, Кайманови острови, Куба и Търкс и Кайкос.